# Perameisensäure
Perameisensäure ist eine organische Verbindung mit der Summenformel CH2O3. Es handelt sich um eine instabile, farblose Flüssigkeit, die durch Mischen von Ameisensäure mit Wasserstoffperoxid hergestellt werden kann. Aufgrund ihrer oxidierenden und desinfizierenden Eigenschaften wird sie in der chemischen, medizinischen und in der Lebensmittelindustrie verwendet.

## Eigenschaften
Perameisensäure ist eine farblose Flüssigkeit, die in Wasser, Alkoholen, Ethern, Benzol, Chloroform und anderen organischen Lösemitteln löslich ist.

## Verwendung
Ihre stark oxidierenden Eigenschaften werden sowohl verwendet, um Disulfidbrücken für die Proteinsequenzierung zu zerstören, als auch zur Epoxidierung, Hydroxylierung und Oxidation in der organischen Synthese.
In der medizinischen und der Lebensmittelindustrie wird Perameisensäure häufig verwendet, um Arbeitsmittel zu desinfizieren. In dieser Funktion ist sie wirksam gegen Viren, bakterielle Sporen, Algen, mikroskopische Pilze, Mykobakterien und andere Mikroorganismen wie Zooplankton. Die Beliebtheit von Perameisensäure als Desinfektionsmittel begründet sich durch die Ungefährlichkeit ihrer Abbauprodukte, hauptsächlich Kohlendioxid, Sauerstoff und Wasser. Die desinfizierende Wirkung der Perameisensäure ist außerdem schneller wirksam als die der verwandten Verbindungen Peressigsäure und Wasserstoffperoxid. Die Hauptnachteile der Perameisensäure sind die Gefahren bei der Handhabung aufgrund der hohen Reaktivität und ihre Instabilität speziell beim Erhitzen, die dazu führt, dass die Säure innerhalb von 12 Stunden nach ihrer Synthese verwendet werden muss.

## Synthese
Perameisensäure kann durch die Reaktion von Ameisensäure mit Wasserstoffperoxid dargestellt werden, bei der folgende Gleichgewichtsreaktion stattfindet:
Über die Darstellung von reiner Perameisensäure wurde noch nicht berichtet, wässrige Lösungen mit Konzentrationen bis zu 48 % sind jedoch durch einfaches Mischen äquimolarer Lösungen der Reaktanten darstellbar. Die Verwendung eines Überschusses eines der Reaktanten verschiebt das Gleichgewicht auf die Seite des Produktes. Die wässrige Lösung des Produktes kann destilliert werden, um eine Konzentration von etwa 90 % zu erreichen.
Die Reaktion ist reversibel und kann für die großindustrielle Synthese verwendet werden, sofern sie durch einen Katalysator beschleunigt wird. Die Temperatur muss allerdings unter 80–85 °C gehalten werden, um eine mögliche Explosion zu vermeiden. Als Katalysator können Salpetersäure, Flusssäure, Phosphorsäure, Schwefelsäure oder deren Salze zum Einsatz kommen. Die Verwendung einer organischen Verbindung, die wenigstens eine Estergruppe enthält (z. B. Carbonsäureester), oder Peressigsäure ist ebenfalls möglich.

## Gefahrenhinweise
Perameisensäure ist ungiftig; sie ruft Hautirritationen hervor, jedoch in geringerem Maße als Peressigsäure. Konzentrierte Säure über 50 % ist hochreaktiv; sie zersetzt sich schnell bei Erhitzen und neigt bei schnellem Erhitzen über 80–85 °C zum Explodieren. Sie kann sich bei Raumtemperatur entzünden oder explodieren, wenn sie mit brennbaren Stoffen wie Formaldehyd, Benzaldehyd, oder Anilin kombiniert wird, und explodiert bei Reaktion mit Metallpulvern. Aus diesem Grund wird verschüttete Perameisensäure mit kaltem Wasser verdünnt und mit neutralen, nicht entflammbaren Bindemitteln aufgenommen, zum Beispiel mit Vermiculit.